# Kang Mal-geum
Kang Mal-geum (hangul: 강말금; rr: Gang Malgeum; MR: Kang Malkŭm; 3 de janeiro de 1979) é uma atriz sul-coreana. Ela se formou em Artes pela Universidade Nacional de Busan, no Departamento de Língua e Literatura Coreana. Ela fez sua estreia como atriz em 2010 no filme Yong-Tae: The Ordinary Memories. Ela é mais conhecida pelo seu papel no filme Lucky Chan-sil (2019), pelo qual ganhou seis prêmios de "Melhor Atriz Revelação" e um de "Melhor Atriz" em sete cerimônias de premiações diferentes. Ela também apareceu no filme The Chase (2017) e nas séries de televisão Legal High (2019) e Missing: The Other Side (2020). Em 2021, ela teve uma pequena aparição no drama de sobrevivência da Netflix, Squid Game.

## Início da vida e carreira
Kang nasceu em Busan, em 1979, e formou-se na Universidade Nacional de Busan em Língua e Literatura Coreana. Depois de se formar, ela trabalhou para uma empresa comercial por 4 anos, mas decidiu seguir a área de atuação e trabalhou suas primeiras peças entre 2007 e 2010, em Daehak-ro e Chungmuro.
Em 2019, a diretora Kim Cho-hee, que assistiu sua apresentação "Free Acting" no Festival de Cinema Independente de Jeongdongjin, contatou Kang diretamente e sugeriu sua participação no filme Lucky Chan-sil. Kang se tornou pela primeira vez na sua carreira, aos quarenta anos, uma personagem principal de um longa-metragem, enquanto ia e voltava entre muitas peças teatrais e curtas-metragens.

## Filmografia

### Filmes
| Ano  | Título                         | Papel                            | Notas            | Ref.          |
| ---- | ------------------------------ | -------------------------------- | ---------------- | ------------- |
| 2010 | Yong-Tae:The Ordinary Memories |                                  |                  | [ 9 ]         |
| 2011 | From the End                   |                                  | Filme curto      | [ 10 ]        |
| 2014 | Encounter                      |                                  | Filme curto      | [ 10 ]        |
| 2016 | A Man in the Midnight          |                                  | Filme curto      | [ 10 ]        |
| 2017 | The Chase                      | Cuidadora 2                      |                  | [ 10 ]        |
| 2017 | Daydream (Baek-il-mong)        |                                  |                  | [ 10 ]        |
| 2018 | The Monologue                  |                                  |                  | [ 10 ]        |
| 2019 | Idol                           | Esposa de Myung-hui              |                  | [ 10 ]        |
| 2019 | Family Affair                  | Professora                       |                  | [ 10 ]        |
| 2019 | Lucky Chan-sil                 | Lee Chan-sil                     | Ganhou 7 prêmios | [ 11 ]        |
| 2019 | Gyeongwon                      |                                  | Filme curto      | [ 10 ]        |
| 2020 | A Bedsore                      | Enfermeira                       |                  | [ 10 ]        |
| 2020 | More Than Family               | Mãe de Ho Hoon                   |                  |               |
| 2022 | In Our Prime                   | Mãe de Han Ji-woo                |                  | [ 12 ]        |
| 2022 | Drown                          | Hye-soo                          |                  | [ 13 ]        |
| 2022 | Birth                          | Teresa Kim                       |                  | [ 14 ] [ 15 ] |
| 2023 | Soulmate                       | Uma curadora de um museu de arte |                  | [ 16 ]        |
| ASA  | Lobby                          |                                  |                  | [ 17 ]        |

### Séries de televisão
| Ano       | Título                                           | Papel                       | Notas                | Ref.   |
| --------- | ------------------------------------------------ | --------------------------- | -------------------- | ------ |
| 2018      | Children of Nobody                               | Mãe de si-wan               |                      | [ 18 ] |
| 2019      | Legal High                                       | Lee Eun-ji                  |                      |        |
| 2019      | Beautiful World                                  | Eun Kyeong-seon             |                      |        |
| 2020      | Missing: The Other Side                          | Kim Hyeon-mi                |                      |        |
| 2020      | Please Don't Date Him                            | Garota do telegrama         |                      |        |
| 2020      | Especial de Drama – The Joys and Sorrows of Work | Lee Ji Hye                  | Drama de um episódio |        |
| 2021      | Mouse                                            | Tia de Ba Reum              | Cameo                | [ 19 ] |
| 2021      | Sell Your Haunted House                          | Gerente Joo/Joo Hwa-jeong   |                      | [ 20 ] |
| 2021–2022 | The Red Sleeve                                   | Hong Hye-bin/Dama Hyegyeong |                      | [ 21 ] |
| 2022      | Thirty-Nine                                      | Cha Mi-hyun                 |                      | [ 22 ] |
| 2022      | Military Prosecutor Doberman                     | Do Soo-kyung                |                      | [ 23 ] |
| 2023      | Divorce Attorney Shin                            | Kim So-yeon                 |                      | [ 24 ] |
| 2023      | The Good Bad Mother                              | Jung Gum-ja                 |                      | [ 25 ] |
| 2023      | Miraculous Brothers                              | Chae Woo-jung               |                      | [ 26 ] |

### Webséries
| Ano  | Título         | Papel               | Ref.   |
| ---- | -------------- | ------------------- | ------ |
| 2021 | Squid Game     | Ex-esposa de Gi-hun | [ 27 ] |
| 2021 | The Silent Sea | Song Won-kyung      | [ 28 ] |

## Teatro

### Musicais
| Ano  | Título            | Papel | Ref.  |
| ---- | ----------------- | ----- | ----- |
| 2013 | Heavy Metal Girls |       | [ 4 ] |

### Peças
| Ano  | Título                                          | Papel                               | Ref.   |
| ---- | ----------------------------------------------- | ----------------------------------- | ------ |
| 2008 | Commedia                                        | Scaramouche                         |        |
| 2012 | Penn                                            | Jimaki                              |        |
| 2012 | Ro Pung Chan's Nomadic Theater                  | Gobongja                            |        |
| 2014 | Hermes                                          | Yoo Jung-sook                       |        |
| 2014 | Ro Pung Chan's Nomadic Theater                  | Gobongja                            |        |
| 2015 | Kyung-sook Kyung-sook's Father                  | Jaya                                |        |
| 2015 | Uncle Sunwoo                                    |                                     |        |
| 2016 | 2016 Mountain Forest Classic Theatre - Oresteia |                                     |        |
| 2016 | Doosan Humanities Theatre 2016 Adventure - Game | Florence Margaret                   |        |
| 2016 | Dandelion Wind                                  | Velha Senhora                       |        |
| 2017 | Richard III                                     |                                     |        |
| 2017 | The Women of Troy                               |                                     |        |
| 2018 | Red Peters - K's Reading                        |                                     |        |
| 2018 | Lonely person, difficult person, sad person     | Aleksandr Vladimirovich Serebryakov | [ 29 ] |

## Embaixadora
| Ano  | Título                                                                          | Ref.   |
| ---- | ------------------------------------------------------------------------------- | ------ |
| 2021 | Embaixadora do 21º Festival Internacional de Artes Visuais Alternativas de Seul | [ 30 ] |
| 2022 | Embaixadora do 22º Festival Internacional de Artes Visuais Alternativas de Seul | [ 31 ] |

## Prêmios e indicações
| Cerimônia de premiação                              | Ano  | Categoria                            | Nomeado/ Trabalho                                | Resultado | Ref.          |
| --------------------------------------------------- | ---- | ------------------------------------ | ------------------------------------------------ | --------- | ------------- |
| Baeksang Arts Awards                                | 2020 | Melhor Atriz Revelação - Filme       | Lucky Chan-sil                                   | Venceu    | [ 32 ] [ 33 ] |
| Baeksang Arts Awards                                | 2022 | Melhor Atriz Coadjuvante - Televisão | Thirty-Nine                                      | Indicado  | [ 34 ]        |
| Blue Dragon Film Awards                             | 2021 | Melhor Atriz Revelação               | Lucky Chan-sil                                   | Venceu    | [ 35 ] [ 36 ] |
| Buil Film Awards                                    | 2020 | Melhor Atriz Revelação               | Lucky Chan-sil                                   | Venceu    | [ 37 ] [ 38 ] |
| Busan Film Critics Awards                           | 2020 | Melhor Atriz                         | Lucky Chan-sil                                   | Venceu    | [ 39 ]        |
| Cine 21 Awards                                      | 2020 | Melhor Atriz Revelação               | Lucky Chan-sil                                   | Venceu    | [ 40 ]        |
| Chunsa Film Art Awards                              | 2021 | Melhor Atriz Revelação               | Lucky Chan-sil                                   | Indicado  | [ 41 ]        |
| Director's Cut Awards                               | 2022 | Melhor Atriz em Filme                | Lucky Chan-sil                                   | Indicado  | [ 42 ] [ 43 ] |
| Director's Cut Awards                               | 2022 | Melhor Atriz Revelação em Filme      | Lucky Chan-sil                                   | Venceu    | [ 42 ] [ 43 ] |
| KBS Drama Awards                                    | 2020 | Melhor Atriz Revelação               | Especial de Drama – The Joys and Sorrows of Work | Indicado  | [ 44 ]        |
| KBS Drama Awards                                    | 2021 | Melhor Atriz Coadjuvante             | Sell Your Haunted House                          | Indicado  | [ 45 ]        |
| Prêmios da Associação Coreana de Críticos de Cinema | 2020 | Melhor Atriz Revelação               | Lucky Chan-sil                                   | Venceu    | [ 46 ]        |
| Wildflower Film Awards                              | 2020 | Melhor Atriz                         | Lucky Chan-sil                                   | Indicado  | [ 47 ] [ 48 ] |
| Wildflower Film Awards                              | 2020 | Melhor Atriz Revelação               | Lucky Chan-sil                                   | Venceu    | [ 47 ] [ 48 ] |
| Women in Film Korea Festival                        | 2020 | Melhor Atriz Revelação               | Lucky Chan-sil                                   | Venceu    | [ 49 ]        |